# Little Hall Island
Little Hall Island är en ö i Kanada.   Den ligger i territoriet Nunavut, i den östra delen av landet, 2 000 km norr om huvudstaden Ottawa. Arean är 1,5 kvadratkilometer.
Terrängen på Little Hall Island är platt. Öns högsta punkt är 181 meter över havet. Den sträcker sig 1,0 kilometer i nord-sydlig riktning, och 2,4 kilometer i öst-västlig riktning.